# Іван Пернар
Іван Пернар (хорв. Ivan Pernar; нар. 14 жовтня 1985, Загреб) — хорватський проросійський політик, діяч руху проти виселень, засновник партії Жива стіна, депутат парламенту Хорватії дев'ятого скликання. З 2019 р. — керівник партії свого імені, від якої балотувався на президентських виборах у Хорватії 2019—2020 рр.

## Життєпис
Пернар закінчив 10-ту загребську гімназію, після чого вступив у Загребський інститут прикладних медико-санітарних дисциплін, де здобув ступінь бакалавра наук у галузі сестринської справи.
Дядько його діда, також Іван Пернар, був депутатом Народної скупщини (парламенту) Королівства сербів, хорватів і словенців від Хорватської селянської партії, ставши одним із тих кількох хорватських політиків, яких 20 червня 1928 р. поранив депутат сербської націоналістичної Народно-радикальної партії Пуніша Рачич.
За часів головування в ХДС Іво Санадера Пернар був членом цієї партії, належачи до її первинного осередку в районі Трешнєвка, але незабаром вийшов із партії, розчарувавшись у політиці, яку та проводила. Став відомим тим, що у лютому 2011 р. організував через «Фейсбук» і очолив демонстрації перед резиденцією уряду Хорватії з метою відставки прем'єр-міністра Ядранки Косор. Незважаючи на своє відмінне вміння мобілізувати протестувальників, він невдовзі вступив у конфлікт з учасниками протесту в Осієку через заклик палити прапор ХДС.
Після закінчення акцій протесту заснував у червні 2011 р. лібертаріанську партію під назвою «Альянс за зміни», яка незабаром змінила назву на «Жива стіна», протидіючи виселенню та вказуючи на проблему несплати боргу в рамках виключно кредитної фінансової системи з центральним банком на чолі. Разом з іншими членами цієї організації Пернар розпочав кампанію вчинення пасивного опору виселенням у Хорватії у рамках партійної програми, через що його часто затримували.
На хорватських парламентських виборах у вересні 2016 р. Пернар набрав у своєму виборчому окрузі 15,66% преференційних голосів, що дало йому змогу стати депутатом.
Після місяця роботи оголошений найактивнішим депутатом парламенту даного скликання. 29 листопада 2016 р. голова політичної партії «Абетка демократії» Степан Вуянич заявив, що Пернар підписав заяву про вступ до його партії. Пернар описав цей крок як бунт через відмову Міністерства державного управління  Хорватії зареєструвати його нову політичну партію «Єдиний варіант вибору» (хорв. Jedina opcija). Незабаром ославився своєю провокаційною поведінкою в сесійній залі, а під час одного із засідань головуючий розкритикував його за те, що той у ході цього засідання їв піцу.
Пернар відомий своїми радикальними антизахідними та антиамериканськими поглядами. В інтерв'ю російському інформаційному агентству Sputnik News він прирівняв альянс НАТО до гітлерівського Третього Райху, водночас висловлюючи захоплення Російською Федерацією. Про Росію він сказав: «Якби не Росія, ніхто б не зміг протистояти США, і вони б могли бомбити і розоряти будь-яку країну, яка не відповідає їхнім інтересам». В іншому інтерв'ю він заявив, що «розв'язувати кризи у світі не в інтересах США. Для досягнення успіху в цьому вони іноді використовують безумців, як-от Слободан Мілошевич, який був тотальним безумцем, відірваним від дійсності, а інколи використовують албанських терористів». В одному інтерв'ю він прокоментував Євросоюз констатацією, що це «не демократія, а ним правлять банківські картелі та бюрократи». Він заявив, що його партія вступить у коаліцію з іншими партіями лише, якщо ті будуть готові вивести Хорватію з ЄС. В одній телепередачі Пернар заявив, що Держава Ізраїль виникла з етнічної чистки щодо палестинців, і піддав критиці США за те, що ті не допомагають палестинцям. Операцію «Буря» він теж охарактеризував як етнічну чистку сербського населення, у чому звинуватив тодішніх керівників так званої Сербської Країни. Боснію і Герцеговину Пернар назвав «диктатурою, якою керують ззовні» і сказав, що народ в Республіці Сербській шляхом референдуму повинен вирішити, залишатися йому в БіГ чи ні.
Пернар висловив своє критичне ставлення до масонів, з якими він, за власними твердженнями, налагодив контакт під час своїх відвідин Чехії. Він сказав, що масони пропонували йому підвищення, якщо він пристане до них, та що вони тримають у руках ЗМІ і визначають, кому йти у владу. Він також сказав, що вони попередили його, щоб не ставив під сумнів процес створення грошей. Він сказав, що відмовився від пропозиції, оскільки хотів іти власним шляхом, а звертаючись до глядачів, побажав, щоб їм, як і йому був за взірець Ісус. Про масонів 33-го ступеня зазначив, що масонська література стверджує, що вони можуть спілкуватися з дияволом, а деяких членів парламенту звинуватив, що вони віддані не державі, а таємним товариствам.
Пернар виступав за легалізацію в Хорватії марихуани, стверджуючи, що тоді б люди стали щасливішими, а сільське господарство процвітало б.
9 січня 2017 року Пернар написав у «Фейсбуці» статус, де стверджував, що фармацевтичним лобі на руку токсичні вакцини, які «мітять людей як худобу», та спонукав своїх послідовників замислитися, чому «дрібні уколи голки залишають такі великі шрами на шкірі», а вакциновані діти стають аутистами. На ці тези негативно відреагувала частина хорватських ЗМІ, назвавши Пернара «теоретиком змови». Крім того, деякі педіатри та омбудсман у справах дітей висловили своє обурення з приводу оприлюднення вищезгаданого статусу у Facebook. Омбудсман заявила, що Пернар таким статусом «закликає до порушення прав дітей, про які йдеться у Конвенції ООН про права дитини, а саме статті 24, яка гарантує кожній дитині право на якомога вищий рівень здоров'я».
14 грудня 2016 р. Пернар розкритикував учених Хорватської академії наук і мистецтв, кажучи: «Яку користь ми маємо від вашої науки? Це псевдонаука, вона схожа на науку, але такою не є, бо не займається основоположними темами. Ви — бутафорська установа, культурні манекени і квазіінтелектуали, тому що справжні інтелектуали говорили би правду на теми, злободенні для нашого суспільства, а не займалися б лише речами, які не мають конкретних застосувань і від яких суспільство не має ніякої користі.»
20 січня 2017 на сесії парламенту, коли головуючий віцеспікер Желько Райнер перебив лідера опозиційної «Живої стіни» Івана Вілібора Синчича, вказуючи на те, що той відхилився від теми дискусії, це не сподобалося тодішньому однопартійцю Синчича Іванові Пернару, який із місця почав вигукувати, що головуючий не має права позбавляти всіх слова. Після цього Райнер запропонував Пернару покинути залу, а коли той відмовився, покликав парламентську охорону, якій довелося виводити Пернара силоміць.
5 червня 2019 р. Пернар анонсував свій вихід із партії «Жива стіна», яку у 2011 р. сам же й створив, а причиною цього рішення назвав те, що голова цієї партії Іван Вілібор Синчич і його дружина перетворили її на свою приватну власність. 6 червня 2019 р. на проведеній у парламенті Хорватії пресконференції він заявив, що просив виключити його із членів тієї партії і що він створить нову партію 7 липня 2019 р., яку так і назвав «Партія Івана Пернара», та оголосив про висунення своєї кандидатури на президентських виборах 2019. 
Має двох позашлюбних синів: один — Матіс Іван Алексіс від німкені Фредеріки, другий — Ной від хорватки Вікторії Мигалич. У січні 2017 р. Пернар оголосив, що «не католик» і що «виписався» з католицької церкви, яку назвав продовженням руки Хорватської демократичної співдружності.

## Книжки
Він — автор двох книжок про грошову політику, у яких пояснює концепцію «грошей як боргу» і витоки економічної кризи в Хорватії та світі:
- Kako je nastao novac (2012.) [31]
- Mehanika novca (2014.) [32]